# Новая Марьевка (Донецкая область)
Новая Марьевка (укр. Нова Мар'ївка) — село в Тельмановском районе Донецкой области Украины. Под контролем самопровозглашённой Донецкой Народной Республики.

## География

#### Соседние населённые пункты по странам света
С: Первомайское, Красный Октябрь
СЗ: —
СВ: Мичурино, Богдановка
З: Старомарьевка
В: Воля
ЮЗ: Григоровка
ЮВ: Тельманово
Ю: Шевченко

## История
В 1945 г. Указом Президиума ВС УССР хутор Новый Мариенталь переименован в Новую Марьевку

## Население
Население по переписи 2001 года составляло 175 человек.

## Общие сведения
Код КОАТУУ — 1424883605. Почтовый индекс — 87100. Телефонный код — 6279.

## Адрес местного совета
87130, Донецкая область, Тельмановский р-н, с. Мичурино, ул. Шевченко, 62а